# نيكولا فوغل
نيكولا فوغل (بالفرنسية: Nicolas Vogel)‏ هو ممثل فرنسي، ولد في 27 مايو 1925 بالدائرة السادسة في باريس في فرنسا، وتوفي في 17 سبتمبر 2006 بالدائرة الرابعة عشرة في باريس في فرنسا.

## وصلات خارجية
- نيكولا فوغل على موقع IMDb (الإنجليزية)
- نيكولا فوغل على موقع ألو سيني (الفرنسية)
- نيكولا فوغل على موقع أول موفي (الإنجليزية)
- نيكولا فوغل على موقع قاعدة بيانات الأفلام السويدية (السويدية)
- نيكولا فوغل على موقع قاعدة بيانات الفيلم (الإنجليزية)
- نيكولا فوغل على موقع كينوبويسك (الروسية)